# Agusalu
Agusalu este o arie protejată (arie specială de conservare — SAC, sit de importanță comunitară — SCI, arie de protecție specială avifaunistică — SPA) din Estonia întinsă pe o suprafață de 12.014,5 ha, integral pe uscat.

## Localizare
Centrul sitului Agusalu este situat la coordonatele 59°04′47″N 27°32′47″E / 59.0797°N 27.5465°E.

## Înființare
Situl Agusalu a fost declarat sit de importanță comunitară în aprilie 2004 pentru a proteja 13 specii de animale. Alte tipuri de protecție:
- arie de protecție specială avifaunistică (în aprilie 2004)[2]
- arie specială de conservare (în mai 2007)[1][3][4]

## Biodiversitate
Situată în ecoregiunea boreală, aria protejată conține 8 habitate naturale: Lacuri și iazuri distrofice naturale, Turbării active, Mlaștini turboase de tranziție și turbării mișcătoare, Depresiuni pe substraturi de turbă de Rhynchosporion, Taiga vestică, Păduri fino-scandinave bogate în ierburi cu Picea abies, Păduri caducifoliate de mlaștină fino-scandinave, Mlaștini împădurite.
La baza desemnării sitului se află mai multe specii protejate:
- păsări (12): ciuf de câmp (Asio flammeus), ciocănitoare neagră (Dryocopus martius), cocor (Grus grus), sfrâncioc mare (Lanius excubitor), sitar de mâl (Limosa limosa), Numenius phaeopus, ploier auriu (Pluvialis apricaria), cocoșul de mesteacăn (Tetrao tetrix tetrix),  cocoș de munte (Tetrao urogallus), fluierar de mlaștină (Tringa glareola), fluierar cu picioare verzi (Tringa nebularia), nagâț (Vanellus vanellus)
- nevertebrate (1): Stephanopachys linearis

Pe lângă speciile protejate, pe teritoriul sitului au mai fost identificate 9 specii de plante, 3 specii de păsări, 1 specie de amfibieni, 1 specie de reptile.